# 全日本文具協会
一般社団法人全日本文具協会（ぜんにほんぶんぐきょうかい、英: All JAPAN STATIONERY ASSOCIATION、略称AJSA）は、文具に関する製造業者、流通業者、輸出入業者により組織された業界団体である。

## 概要
- 本部 - 〒111-0053 東京都台東区浅草橋1丁目3番14号 東京文具工業健保会館1階
- 創立 - 1988年
- 設立 - 1991年（社団法人化、2012年一般社団法人に移行）
- 会長 - 数原英一郎（三菱鉛筆株式会社代表取締役会長）
- 会員 - 64社・6団体（2019年3月31日現在）

## 主な事業
- 「国際文具・紙製品展」の開催。
- ファイル・バインダー、筆記具類、その他の文具・事務用品の商品種別算定基準の原案を作成
- 文具に関する統計資料の公表